# Ophiomyxa fisheri
Ophiomyxa fisheri is een slangster uit de familie Ophiomyxidae.
De wetenschappelijke naam van de soort werd in 1949 gepubliceerd door Austin Hobart Clark.